# أطفال الثورة (مفهوم)
أطفال الثورة عبارة عن مفهوم مقترن بالجيل الذي ينمو بعد نشاط ثوري. وهو يشير إلى أول جيل من الأشخاص يولد بعد ثورة ما. أطفال الثورة عبارة عن صفحة بيضاء يتم فيها فرض قيم الثورة. ولأن هذا الجيل لا تكون لديه ذاكرة مشتركة للعالم قبل ولادته، فإنهم لا يمكنهم مقارنة النظام الجديد مع القديم، وبالتالي، سوف يقبلون دون تمحيص المجتمع الجديد على أنه النظام الطبيعي.
وغالبًا ما تشير هذه العبارة إلى الثورات السياسية، إلا أنها تسري كذلك على الثورات الثقافية أو العلمية أو الفنية.